# Xalapa
Xalapa (thường viết thành Jalapa, phát âm tiếng Tây Ban Nha: [xaˈlapa] ⓘ; tiếng Anh: /həˈlɑːpə/; tên chính thức Xalapa-Enríquez [xaˈlapa enˈrikes]) là thủ phủ bang Veracruz. Municipio Xalapa có diện tích 118,45 km². Xalapa nằm gần trung tâm bang Veracruz và là thành phố lớn thứ nhì sau Veracruz phía đông nam.

## Từ nguyên
Cái tên Xalapa bắt nguồn từ tiếng Nahuatl, xālli [ʃaːlːi] "cát" và āpan [aːpan] "chỗ [có] nước", nghĩa nôm na là "dòng suối giữa cát". Nó được đọc là [ʃalaːpan] trong tiếng Nahuatl cổ điển, âm /ʃ/ được viết thành x trong tiếng Tây Ban Nha thế kỷ XVI.

## Địa lý

### Khí hậu

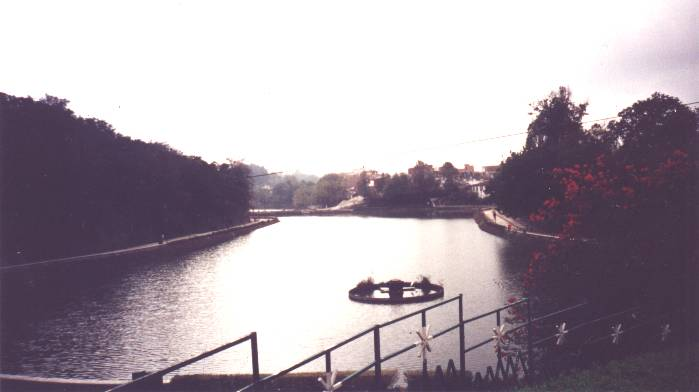
Paseo de los Lagos ở Xalapa

Xalapa có khí hậu cao nguyên cận nhiệt (Cfb) gần chuyển sang khí hậu cận nhiệt đới ẩm (Cfa) theo phân loại khí hậu Köppen. Khí hậu Xalapa khá ẩm ướt và mát mẻ do nằm ở độ cao 1400 m trên mực nước biển. Nhiệt độ có dao động, đạt tận 37.3 °C nhưng có khi hạ xuống 0-10 °C, tuy vậy nói chung nhiệt độ ổn định, trung bình năm là 18 °C. Khí trời Xalapa trở ấm vào tháng Ba và đạt đỉnh vào tháng Năm, khi trung bình cao đạt 28 °C còn trung bình thấp 17 °C. Mùa lạnh là tháng 12 đến tháng Hai, với trung bình thấp 11 °C và trung bình cao 22 °C.
Lượng mưa trung bình năm là 1509,1 mm. Những tháng lạnh mùa đông là ít mưa hơn cả, Xalapa trung bình chỉ nhận 42 mm mưa vào tháng Một, 38 mm vào tháng Hai. Lúc tờ mờ sáng, Xalapa hay có sương, cho thấy bầu không khí miền núi đặc trưng. Mưa tập trung vào mùa hè, nhất là tháng Sáu (trung bình 328 mm chỉ trong tháng này).
| Dữ liệu khí hậu của Xalapa (1951–2010)                        | Dữ liệu khí hậu của Xalapa (1951–2010) | Dữ liệu khí hậu của Xalapa (1951–2010) | Dữ liệu khí hậu của Xalapa (1951–2010) | Dữ liệu khí hậu của Xalapa (1951–2010) | Dữ liệu khí hậu của Xalapa (1951–2010) | Dữ liệu khí hậu của Xalapa (1951–2010) | Dữ liệu khí hậu của Xalapa (1951–2010) | Dữ liệu khí hậu của Xalapa (1951–2010) | Dữ liệu khí hậu của Xalapa (1951–2010) | Dữ liệu khí hậu của Xalapa (1951–2010) | Dữ liệu khí hậu của Xalapa (1951–2010) | Dữ liệu khí hậu của Xalapa (1951–2010) | Dữ liệu khí hậu của Xalapa (1951–2010) |
| Tháng                                                         | 1                                      | 2                                      | 3                                      | 4                                      | 5                                      | 6                                      | 7                                      | 8                                      | 9                                      | 10                                     | 11                                     | 12                                     | Năm                                    |
| ------------------------------------------------------------- | -------------------------------------- | -------------------------------------- | -------------------------------------- | -------------------------------------- | -------------------------------------- | -------------------------------------- | -------------------------------------- | -------------------------------------- | -------------------------------------- | -------------------------------------- | -------------------------------------- | -------------------------------------- | -------------------------------------- |
| Cao kỉ lục °C (°F)                                            | 32.4 (90.3)                            | 33.4 (92.1)                            | 37.4 (99.3)                            | 37.0 (98.6)                            | 38.4 (101.1)                           | 36.0 (96.8)                            | 31.5 (88.7)                            | 31.9 (89.4)                            | 32.4 (90.3)                            | 32.9 (91.2)                            | 33.0 (91.4)                            | 32.5 (90.5)                            | 38.4 (101.1)                           |
| Trung bình ngày tối đa °C (°F)                                | 21.2 (70.2)                            | 22.5 (72.5)                            | 25.4 (77.7)                            | 27.2 (81.0)                            | 27.7 (81.9)                            | 26.3 (79.3)                            | 25.3 (77.5)                            | 26.0 (78.8)                            | 25.5 (77.9)                            | 24.3 (75.7)                            | 23.0 (73.4)                            | 21.7 (71.1)                            | 24.7 (76.5)                            |
| Trung bình ngày °C (°F)                                       | 15.8 (60.4)                            | 16.5 (61.7)                            | 19.2 (66.6)                            | 21.0 (69.8)                            | 21.9 (71.4)                            | 21.1 (70.0)                            | 20.3 (68.5)                            | 20.7 (69.3)                            | 20.5 (68.9)                            | 19.3 (66.7)                            | 17.7 (63.9)                            | 16.4 (61.5)                            | 19.2 (66.6)                            |
| Tối thiểu trung bình ngày °C (°F)                             | 10.4 (50.7)                            | 10.5 (50.9)                            | 13.0 (55.4)                            | 14.8 (58.6)                            | 16.1 (61.0)                            | 15.9 (60.6)                            | 15.3 (59.5)                            | 15.4 (59.7)                            | 15.6 (60.1)                            | 14.3 (57.7)                            | 12.5 (54.5)                            | 11.0 (51.8)                            | 13.7 (56.7)                            |
| Thấp kỉ lục °C (°F)                                           | 0.2 (32.4)                             | 0.0 (32.0)                             | 2.8 (37.0)                             | 4.0 (39.2)                             | 7.0 (44.6)                             | 9.0 (48.2)                             | 9.0 (48.2)                             | 9.5 (49.1)                             | 9.8 (49.6)                             | 5.0 (41.0)                             | −2.2 (28.0)                            | 0.9 (33.6)                             | −2.2 (28.0)                            |
| Lượng Giáng thủy trung bình mm (inches)                       | 41.2 (1.62)                            | 42.8 (1.69)                            | 44.7 (1.76)                            | 61.7 (2.43)                            | 100.7 (3.96)                           | 288.1 (11.34)                          | 219.4 (8.64)                           | 164.2 (6.46)                           | 249.6 (9.83)                           | 113.5 (4.47)                           | 64.6 (2.54)                            | 45.3 (1.78)                            | 1.435,8 (56.53)                        |
| Số ngày giáng thủy trung bình (≥ 0.1 mm)                      | 12.4                                   | 11.9                                   | 11.1                                   | 9.4                                    | 11.1                                   | 19.6                                   | 19.0                                   | 16.5                                   | 19.3                                   | 16.9                                   | 12.6                                   | 13.0                                   | 172.8                                  |
| Độ ẩm tương đối trung bình (%)                                | 67                                     | 63                                     | 63                                     | 60                                     | 63                                     | 68                                     | 67                                     | 66                                     | 69                                     | 69                                     | 67                                     | 68                                     | 66                                     |
| Số giờ nắng trung bình tháng                                  | 143                                    | 133                                    | 166                                    | 155                                    | 159                                    | 138                                    | 215                                    | 168                                    | 132                                    | 145                                    | 154                                    | 142                                    | 1.850                                  |
| Nguồn 1: Servicio Meteorologico Nacional (humidity 1981–2000) |                                        |                                        |                                        |                                        |                                        |                                        |                                        |                                        |                                        |                                        |                                        |                                        |                                        |
| Nguồn 2: Deutscher Wetterdienst (sun, 1961–1990)              |                                        |                                        |                                        |                                        |                                        |                                        |                                        |                                        |                                        |                                        |                                        |                                        |                                        |